# Manuscrito Regius
O Manuscrito Regius (poema maçônico, manuscrito real ou manuscrito Halliwell), data de 1390 e é composto de 794 versos com rima emparelhada em inglês arcaico, e tratam de como os mistérios maçônicos eram praticados na Inglaterra do Século XIV.
O Manuscrito Regius foi escrito a partir do que se ouvia nos canteiros de obras medievais, em conversas de pedreiros construtores de Catedrais e outras obras. Por isso é também tido como um Manual dos Entalhadores de Pedra.
Sua autoria não é totalmente esclarecida, sendo atribuído a um sacerdote que provavelmente tenha sido capelão ou secretário da maçonaria.
Foi publicado pela primeira vez em 1840 por James O. Halliwell com o título The Early History of Freemasonry in England, sendo sua existência mencionada já em 1670, num inventário da biblioteca de John Seller, vendido posteriormente à Robert Scott, onde voltou a figurar em um novo inventário realizado em 1678.
Atualmente o manuscrito encontra-se no Museu Britânico, transferido da biblioteca real (quando passou a ser conhecido por manuscrito regius) em 1757 por doação do rei Jorge II.